# باربارا بوریس-دامینتسکا
باربارا بوریس-دامینتسکا (انگلیسی: Barbara Borys-Damięcka؛ ‏ ۲ نوامبر ۱۹۳۷ – ۹ ژوئن ۲۰۲۳) سیاستمدار، کارگردان نمایش و کارگردان تلویزیونی اهل لهستان بود. وی چهار دوره، نماینده مجلس لهستان بود.